# Пласка черепаха промениста
Пласка черепаха промениста (Acanthochelys radiolata) — вид черепах з роду Болотна пласка черепаха родини Змієшиї черепахи. Інша назва «бразильська болотна черепаха».

## Опис
Загальна довжина карапаксу сягає 20 см. За будовою голови та панциру мало відрізняється від представників свого роду. Лише на підборідді є 2 маленьких вусики. Хвіст короткий.
Голова, кінцівки та шия зверху оливкові або сіро-коричневі, а з боків і знизу жовтуваті. Щелепи світлі з темними цятками. Вусики на підборідді жовтого кольору. Карапакс забарвлено у оливковий, сірий або чорний кольори. Пластрон та перетинка з карапаксом жовті з темним малюнком на кожному щитку або з темним ободком кожного щитка. Хвіст оливково-коричневий.

## Спосіб життя
Полюбляє повільно поточні річки з м'яким дном та багатою рослинністю. Досить сором'язлива, більшу частину часу ховається. Любить вилазити на суходіл грітися. Харчується рибою, земноводними, комахами, равликами, хробаками.
Самиця відкладає 2 яйця. У новонароджених черепашенят довжина зазвичай близько 30—42 мм. Карапакс у них сірувато-коричневий з жовтими клиноподібними відмітками на кожному щитку. Пластрон жовтий з великими темним малюнком. Нижня частина глотки і шиї жовта або кремова з темними плямами. У малюків велика голова і їх легко можна переплутати з новонародженими роду Phrynops, проте відмінність молодої променистої пласкої черепахи у тому, що на задніх лапах у них є низка великих щитків.

## Розповсюдження
Мешкає у Бразилії: по східному узбережжю від штату Баїя і Мінас-Жерайс до Сан-Паулу; у верхів'ях річки Шінгу у штаті Мату-Гросу.